# Arnold Buzdygan
Arnold Piotr Buzdygan (ur. 9 września 1968) – polski przedsiębiorca, użytkownik polskiego usenetu.

## Życiorys
Z wykształcenia technik mechanik urządzeń hydraulicznych i pneumatycznych (technikum LZN we Wrocławiu, ukończone w 1988).
W latach 1989–1999 był współwłaścicielem spółki cywilnej ASTER działającej w branży informatycznej, reklamowej i szkoleniowej, następnie przekształconej w ASTEC SA, której był prezesem w latach 1997–2003. W latach 2003–2006 był prezesem wrocławskiej spółki Elita.pl SA działającej w branży reklamowej, filmowej i szkoleniowej. Firma zajmowała się także z działaniami związanymi z funkcjonowaniem telefonii internetowej Eteria.net.
Jest producentem i reżyserem animowanej bajki w technice 3D pt. „Swojaki”. Została ona zaprezentowana na 19. edycji festiwalu „Ale Kino!” w 2001 r.
W 2001 r. założył Partię Niskich Cen, w 2002 Stowarzyszenie Twórców Internetowych, a w 2004 r. Partię Rozwoju.
W 2005 r. zgłosił chęć kandydowania na prezydenta Polski i zarejestrował komitet wyborczy w PKW, jednak nie zdołał uzbierać wymaganych 100 000 podpisów. Zbieraniem podpisów z poparciem zajmowali się m.in. zatrudnieni przez niego ludzie, którzy zbierali podpisy także dla dwóch innych kandydatów.
W 2007 r. Arnold Buzdygan założył stronę internetową diamentowa.com, na której stwierdził, że opracował metodę produkcji diamentów jubilerskich metodą „ściśnięcia plazmy”. Dotąd nie zostały udostępnione szczegółowe informacje na temat zastosowanej technologii; brakuje również potwierdzonych sukcesów w produkcji.
Wystąpił w wyemitowanym 5 stycznia 2009 roku na antenie TVN odcinku programu „Kapitalny pomysł”, w którym przedstawił własną metodę produkcji syntetycznych diamentów. Nie zyskał jednak uznania w oczach jury.
W związku z podejrzeniami o pranie pieniędzy przez firmy należące do Arnolda Buzdygana, został zatrzymany i spędził w areszcie 8 miesięcy, a po wyjściu na wolność przez ponad cztery lata był objęty dozorem policyjnym. Ostatecznie prokuratura nie postawiła mu zarzutów. W związku z zatrzymaniem i dozorem Arnold Buzdygan domagał się od państwa zadośćuczynienia i odszkodowania w wysokości ponad 5 milionów złotych. W 2016 roku sąd zasądził z tego tytułu kwotę 115 tys. złotych na jego korzyść.

### Stowarzyszenie Twórców Internetowych
Stowarzyszenie Twórców Internetowych założone w 2002 r. przez Arnolda Buzdygana ma na celu wyegzekwowanie tantiem na rzecz twórców treści w Internecie, poprzez zmuszenie dostawców Internetu do wnoszenia opłat z tytułu korzystania z ich twórczości. Zdaniem krytyków idea ta opiera się na błędnym rozumieniu zapisów ustawy o prawie autorskim. ZPAF opublikował oświadczenie, z którego wynika, że STI nie posiada zezwolenia na zbiorowe zarządzanie prawami autorskimi.
STI zdobyło również rozgłos ogłaszając zamiar wystąpienia na drogę prawną przeciwko spółce TP S.A. w imieniu internautów poszkodowanych przez dialery. Komentowany był również list otwarty, w którym STI wzywało przedsiębiorstwo Microsoft do zaprzestania naruszania zbiorowych interesów konsumentów przez swoje zasady sprzedaży tzw. oprogramowania OEM.
Stowarzyszenie Twórców Internetowych jest również operatorem telekomunikacyjnym (numer z rejestru przedsiębiorców telekomunikacyjnych: 6293) działającym pod marką Eteria.net.

### Arnold Buzdygan a Wikipedia
W 2007 roku Arnold Buzdygan złożył pozew sądowy przeciwko Stowarzyszeniu Wikimedia Polska, oskarżając je o naruszenie dóbr osobistych poprzez odmowę usunięcia „obraźliwego według niego” hasła w polskojęzycznej edycji internetowej encyklopedii Wikipedii. Pozew argumentował posiadaniem przez Stowarzyszenie Wikimedia Polska praw do domeny wikipedia.pl, na której, jego zdaniem, publikowana jest zawartość Wikipedii. Arnold Buzdygan domagał się m.in. usunięcia z polsko- i anglojęzycznej Wikipedii artykułu o jego osobie, wypłacenia odszkodowania w wysokości 100 tys. złotych oraz wyłączenia domeny wikipedia.pl. Pozew został oddalony wyrokiem z dnia 8 czerwca 2009 roku.
Sąd Apelacyjny we Wrocławiu oddalił 17 listopada 2009 roku apelację Arnolda Buzdygana przeciwko Zarządowi Stowarzyszenia Wikimedia Polska o naruszenie dóbr osobistych. Ponadto SA uznał, że dobra osobiste Buzdygana nie zostały naruszone, bowiem jako osoba publiczna musi liczyć się z krytyką.

## Publikacje
Arnold Buzdygan jest autorem czterech e-booków wydanych własnym nakładem. Są to: "Jeźdźcy Smoków - Przymierze", "Kielich Życia - Odkrycie", "Hipnoza" i "Für Berlin von Stalin"

## Kontrowersje
Arnold Buzdygan był postacią znaną i aktywną w polskim Usenecie. Występował na grupach dyskusyjnych, gdzie wypowiadał się m.in. na tematy: reżyserii, prawa autorskiego, seksuologii, psychologii i polityki. Wywoływał zainteresowanie kontrowersyjną treścią oraz stylem swych wystąpień. Ze względu na zawarte w nich wulgaryzmy, propozycje zakładów oraz zapowiedzi licznych procesów sądowych i groźby pobicia, część społeczności określa te zachowania mianem trollowania.
Sam Arnold Buzdygan twierdził, że z powodu swoich poglądów i pomysłów, stał się ofiarą serii oszczerstw i manipulacji. Uważał również, iż przynajmniej część wypowiedzi, która jest mu przypisywana, została sfałszowana przez osoby mu nieprzychylne.